# Огризово
Огризово (рос. Огрызово) — присілок в Бабаєвському районі Вологодської області.
Входить до складу Пожарського сільського поселення, з точки зору адміністративно-територіального поділу — до Пожарської сільради.
Відстань по автодорозі до районного центра Бабаєво — 74 км, до центра муніципального утворення села Пожара — 4 км. Найближчі населені пункти — Ананіно, Дійково, Суворово.
По перепису 2002 року населення — 44 особи (24 чоловіки, 20 жінок). Переважна національність — росіяни (98 %).